# Nicolaea
Nicolaea là một chi bướm ngày thuộc họ Lycaenidae.